# Циклопиазоновая кислота
Циклопиазоновая кислота (ЦПК) — токсичный грибковый вторичный метаболит. Химически, ЦПК близка к эрголиновым алкалоидам. Впервые ЦПК была выделена из Penicillium cyclopium и впоследствии из других грибов, в том числе: Penicillium griseofulvum, Penicillium camemberti, Penicillium commune, Aspergilus flavus и Aspergillus versicolor. ЦПК проявляет токсичность только в высоких концентрациях.
Токсический эффект ЦПК обусловлен ингибированием SERCA Ca2+-АТФаз внутриклеточных компартментов (ЭПР, везикулы и др.).